# Omloop van de Vlaamse Scheldeboorden
De Omloop Vlaamse Scheldeboorden, voorheen bekend als de Omloop Wase Scheldeboorden is een eendaagse wielerwijdstrijd in de gemeente Kruibeke.
Sinds 2005 maakt de Omloop Vlaamse Scheldeboorden deel uit van de continentale circuits van de UCI, de UCI Europe Tour.

## Lijst van winnaars

### Meervoudige winnaars
| Overwinningen | Renner            | Land      | Jaren       |
| ------------- | ----------------- | --------- | ----------- |
| 2             | Alfons De Bal     | België    | 1977 + 1978 |
| 2             | Walter Schoonjans | België    | 1981 + 1982 |
| 2             | Niko Eeckhout     | België    | 1993 + 2005 |
| 2             | Stefan van Dijk   | Nederland | 2002 + 2004 |

### Overwinningen per land
| Overwinningen | Land                                     |
| ------------- | ---------------------------------------- |
| 26            | België                                   |
| 4             | Nederland                                |
| 1             | Colombia , Duitsland , Italië , Slovenië |